# Італійська Північна Африка
Італійська Північна Африка (італ. Africa Settentrionale Italiana) — сукупність територій і колоній під контролем Італії в Північній Африці з 1911 до Другої світової війни.
Історія Італійської Північної Африки має два етапи: 1911 — 1934, як Триполітанія і Киренаїка, і після 1934 року, як Італійська Лівія. 
Італійський диктатор Беніто Муссоліні в 1939 році називав узбережжя Лівії Четвертим Берегом (Quarta Sponda) Італії: терен був об'єднаний з корінною Італією.
У 1940 — 1943 роках, під час Другої світової війни , Італія намагалася завоювати Єгипет і Туніс, щоб збільшити Італійську Північну Африку.
Військові досягнення країн осі в Північній Африці дозволили Італії претендувати на значну частину західного Єгипту: італійські фашисти намагались створити клієнтське Королівство Єгипет під італійським контролем 1941 — 1942 і опанувати Тунісом у 1942 — 1943.
Туніс став до складу четвертого берега в листопаді 1942 року.Всі терени під владою Італії були захоплені англо-американськими військами у 1943 році, відповідно й Італійська північна Африка була скасована.